# Nghĩa trang tường Điện Kremli
Nghĩa trang tường Điện Kremli (tiếng Nga: Некрополь у Кремлёвской стены) là một nghĩa trang nằm trên tường Điện Kremli ở Moskva, Nga. Được chính quyền Liên bang Xô viết thành lập năm 1917 để chôn cất những người Bolshevik thiệt mạng trong cuộc Cách mạng tháng Mười, nghĩa trang sau đó đã trở thành nơi an nghỉ của hầu hết các nhà lãnh đạo Liên Xô mà người cuối cùng là Konstantin Chernenko năm 1985. Lăng Lenin, nơi lưu giữ thi hài của Vladimir Lenin, cũng nằm trong khu vực này. Kể từ năm 1974, nghĩa trang tường Điện Kremli được xếp hạng là di tích cần bảo vệ.

## Thời gian biểu
| Thời gian biểu của nghĩa trang |
| ------------------------------ |
|                                |